# Seznam francoskih tenisačev
Seznam francoskih tenisačev.

## A
- Audrey Albié
- Tessah Andrianjafitrimo
- Manon Arcangioli
- Luca Van Assche

## B
- Grégoire Barrère
- Marion Bartoli
- Elliot Benchetrit
- Julien Benneteau
- Amandine Béra
- Geoffrey Blancaneaux
- Benjamin Bonzi
- Jean Borotra
- Mathias Bourgue
- Charles-Antoine Brezac
- Marguerite Broquedis
- Jacques Brugnon
- Clara Burel
- Grégoire Burquier

## C
- Rodolphe Cadart
- Grégory Carraz
- Julien Cassaigne
- Angelique Cauchy
- Arthur Cazaux
- Gail Chanfreau
- Jérémy Chardy
- Olivier Charroin
- Sébastien de Chaunac
- Antoine Cornut Chauvinc
- Arnaud Clément
- Henri Cochet
- Stéphanie Cohen-Aloro
- Julie Coin
- Alizé Cornet
- Enzo Couacaud
- Maxime Cressy

## D
- Alexia Dechaume-Balleret
- Nathalie Dechy
- Max Decugis
- Océane Dodin
- Françoise Dürr

## E
- Jonathan Eysseric

## F
- Jean-Christophe Faurel
- Fiona Ferro
- Claire Feuerstein
- Arthur Fils
- Stéphanie Foretz
- Guy Forget
- Alexandra Fusai

## G
- Caroline Garcia
- Richard Gasquet
- Hugo Gaston
- Augustin Gensse
- Myrtille Georges
- Marc Gicquel
- Tatiana Golovin
- Varvara Gracheva
- Sébastien Grosjean
- David Guez
- Manuel Guinard

## H
- Jérôme Haehnel
- Julie Halard
- Quentin Halys
- Maxime Hamou
- Calvin Hemery
- Pierre-Hugues Herbert
- Amandine Hesse
- Antoine Hoang
- Ugo Humbert

## J
- Elsa Jacquemot
- Selena Janicijevic
- Yannick Jankovits
- Maxime Janvier
- Léolia Jeanjean
- Mathilde Johansson
- Tom Jomby
- Romain Jouan

## L
- René Lacoste
- Tristan Lamasine
- Victoria Larrière
- Henri Leconte
- Suzanne Lenglen
- Constant Lestienne
- Alizé Lim
- Jean-René Lisnard
- Michaël Llodra
- Émilie Loit
- Laurent Lokoli

## M
- Nicolas Mahut
- Adrian Mannarino
- Fabrice Martin
- Paul-Henri Mathieu
- Amélie Mauresmo
- Harold Mayot
- Axel Michon
- Vincent Millot
- Kristina Mladenovic
- Gaël Monfils
- Carole Monnet
- Corentin Moutet
- Alexandre Müller

## N
- Yannick Noah

## O
- Thomas Oger
- Albano Olivetti

## P
- Benoît Paire
- Chloé Paquet
- Pauline Parmentier
- Diane Parry
- Arnaud Di Pasquale
- Giovanni Mpetshi Perricard
- Mary Pierce
- Camille Pin
- Cédric Pioline
- Sarah Pitkowski-Malcor
- Jessika Ponchet
- Lucas Pouille

## R
- Irina Ramialison
- Virginie Razzano
- Shérazad Reix
- Arthur Rinderknech
- Stéphane Robert
- Mathieu Rodrigues
- Christophe Roger-Vasselin
- Édouard Roger-Vasselin
- Rayane Roumane
- Guillaume Rufin

## S
- Gleb Sakharov
- Fabrice Santoro
- Kenny de Schepper
- Florent Serra
- Constance Sibille
- Alexandre Sidorenko
- Anne-Gaëlle Sidot
- Gilles Simon

## T
- Harmony Tan
- Johan Tatlot
- Nathalie Tauziat
- Laura Thorpe
- Nicolas Tourte
- Jo-Wilfried Tsonga

## V
- Aurélie Védy
- Jonathan Dasnières de Veigy

## W
- Tak Khunn Wang

## Y
- Pierrick Ysern